# Hathor (wherry)
Hathor est un Norfolk wherry de 1905  construit dans le Comté de Norfolk. Il est l'un des 6 survivants de type wherry de plaisance (en anglais : Pleasure-wherry) comme le Maud et le Solace.

Depuis 1985, il a été amarré à la base deWherry Yacht Trust, dans le parc national du Broads.

Il est classé bateau historique depuis 1996 par le National Historic Ships UK  et au registre du National Historic Fleet.

## Caractéristiques
Hathor a une coque en bois par bordages à clin. Comme bateau de plaisance, son intérieur est décoré sur le thème de Égypte antique conçu par l'architecte Edward Boardman (1833-1910) de Norwich.

Il a été construit par D. S. Hall de Reedham dans les Broads comme Maud et Solace. Hathor n'a pas été équipé d'un moteur. Il est l'un des six survivants Norfolk wherry de plaisance se trouvant dans les Broads.

## Histoire
Hathor a été construit pour Ethel et Helen Colman, filles de Jeremia James Colman de la dynastie de l'entreprise de moutarde et condiments Colman's. Il a été nommé Hathor en  mémoire du frère d'Ethel et Helen Alan Colman qui était mort à Louxor en 1897 lors d'un voyage de convalescente avec sa famille. Ils avaient parcouru le Nil sur un bateau appelé Hathor.
Hathor est resté dans la famille Colman/Boardman jusqu'en 1954 quand il a été vendu à Claud Hamilton et lui a appartenu durant  près de 10 ans. Il a ensuite été vendu et utilisé comme houseboat jusqu'en 1985 quand le Wherry Yacht Charter Trust  l'a racheté dans un état de délabrement avancé et a entrepris une importante restauration de deux ans.
En 2010, Hathor a pu de nouveau naviguer, mais il a subi une refonte pour reprendre son aspect d'origine à Wroxham, base de la Wherry Yacht Charter Trust  pour une remise en service en 2013.